# محمد جمال النتشة
محمد جمال النتشة (ولد في الخليل في 25 شباط 1958)، هو سياسي فلسطيني، وقيادي في حركة المقاومة الإسلامية (حماس)، وعضو في المجلس التشريعي الفلسطيني.

## الميلاد والنشأة
ولد الشيخ محمد جمال نعمان النتشة في مدينة الخليل جنوب الضفة الغربية المحتلة في 25 فبراير 1958 وأتم تعليمه المدرسي فيها، وحصل على شهادة البكالوريوس في الشريعة الإسلامية من الجامعة الأردنية عام 1982.

## حياته العملية
عمل مدرساً في رابطة الجامعيين ما بين (1983 -1997)، وعمل رئيسا لجمعية إحياء التراث في الجامعة الأردنية في فترة دراسته، وشغل عضوية إدارة الجمعية الخيرية الإسلامية، وعضوية جمعية الشبان المسلمين، وعضوية رابطة علماء فلسطين، كما شغل عضوية مجلس إدارة جمعية أصدقاء المريض الخيرية. 
انتخب في الانتخابات التشريعية الفلسطينية لعام 2006 نائبا من كتلة التغيير والإصلاح التابعة لحركة حماس عن دائرة الخليل.

## ملاحقات وسجن
أمضى النتشة ما مجموعه أكثر من 20 عاما في سجون الاحتلال الإسرائيلي وسلطة الحكم الذاتي، منها 9 سنوات في الاعتقال الإداري.
اعتقل النتشة عدة مرات منذ اندلاع انتفاضة عام 1987 بتهمة الانتماء لحركة حماس، كان أولها في 10 تشرين أول 1988 وأفرج عنه في عام 1990. اعتقل مجددا في كانون الثاني 1991، وفي كانون أول 1992م، كان واحدا من مئات من قياديي حركتي حماس والجهاد الإسلامي الذين أبعدهم الإحتلال إلى مرج الزهور.
بعد قيام السلطة الفلسطينية اعتقلته عدة مرات في الأعوام 1996 إلى 2001، وبعد الإفراج عنه أخضع للإقامة الجبرية في منزله، إلى أن اعتقله الاحتلال بعد اجتياحه لمدن الضفة الغربية في ما سمّاه عملية السور الواقي وحكم عليه بالسجن لثماني سنوات ونصف، أمضى منها أربع سنوات في العزل (2004-2008). وترشح وهو في السجن لانتخابات المجلس التشريعي الفلسطيني. بعد الإفراج عنه منعته سلطات الاحتلال وزوجته من السفر إلى خارج فلسطين، كما اعتقلته سلطات الاحتلال ضمن الحملة التي طالت نواب حركة حماس وعزله لمدة 4 سنوات متتالية. اعتقل إداريا لثلاث سنوات متواصلة من 27 كانون الثاني 2013 حتى 10 شباط 2016. وفي أيلول 2016، اعتقلته سلطات الاحتلال وسجنته إداريا حتى 17 آذار 2017.

اعتقل في كانون أول 2019 وسجن إداريا لمدة عشرة أشهر وأفرج عنه في تشرين أول 2020، وقد أثرت الاعتقالات المتكررة على صحته، حيث اصيب بعدة أمرض ابرزها  أزمة صدرية حادّة، ومشاكل في الكلى.